# ねこの森には帰れない
『ねこの森には帰れない』（ねこのもりにはかえれない）は、1977年5月25日に発売された谷山浩子の2作目のアルバム。谷山の本格的なプロデビューアルバムである。

## 概要
A面は、それまで書き溜めていた曲の中から選りすぐったもので、B面（「すずかけ通り三丁目」〜「本日は雪天なり」）はあまんきみこ作の童話『車のいろは空のいろ』をモチーフとした一連の組曲である。主人公の松井運転手の声をかぜ耕士、山猫、くま紳士、きつねの司会者の声をクニ河内が演じている。
このアルバムの発売後、谷山はファンからますむらひろしの漫画『アタゴオルは猫の森』という「猫の森」がつく作品を紹介され、谷山が以降ますむらと親交を深めるきっかけとなった。その後『アタゴオルは猫の森』は谷山の芝居仕立てのコンサート『幻想図書館』3作目のモチーフにもなり、同作が劇場版アニメ映画化された際は谷山が声優として参加している。

## 収録曲
- （全曲）作詞・作曲：谷山浩子、ディレクター：細川ともつぐ

1. 朝の扉をひらく時（編曲：真島俊夫）
2. 河のほとりに（Album Version）（編曲：クニ河内）
3. ねこの森には帰れない（編曲：船山基紀）
4. 私の愛した人（編曲：谷山浩子）
5. 風を忘れて（編曲：船山基紀）
6. お早うございますの帽子屋さん（編曲：萩田光雄）
7. すずかけ通り三丁目（編曲：クニ河内）
8. おさかなはあみの中（編曲：クニ河内）
9. 山猫おことわり（編曲：クニ河内）
10. くま紳士の身の上話（編曲：クニ河内）
11. 本日は雪天なり（編曲：クニ河内）

## リリース日一覧
| リリース日    | レーベル                               | 規格                   | 規格品番   | 備考             |
| ------------- | -------------------------------------- | ---------------------- | ---------- | ---------------- |
| 1977年5月25日 | キャニオン AARD-VARK                   | LP盤                   | VF-9011    | stereo           |
| 1980年6月1日  | ポニー AARD-VARK                       | コンパクトカセット     | 25P7144    |                  |
| 1983年12月5日 | キャニオン AARD-VARK                   | 12cmCD                 | D35A0028   |                  |
| 1988年6月21日 | キャニオン AARD-VARK                   | 12cmCD                 | D55P6233-1 | 2枚組            |
| 1991年5月21日 | キャニオン AARD-VARK                   | 12cmCD                 | PCCA-00258 | 再発             |
| 2005年        | ヤマハミュージックコミュニケーションズ | デジタル・ダウンロード | 78992091   | iTunes Store     |
| 2011年7月20日 | ヤマハミュージックコミュニケーションズ | Blu-spec CD            | YCCW-10131 | 紙ジャケット仕様 |